# Oxyopes

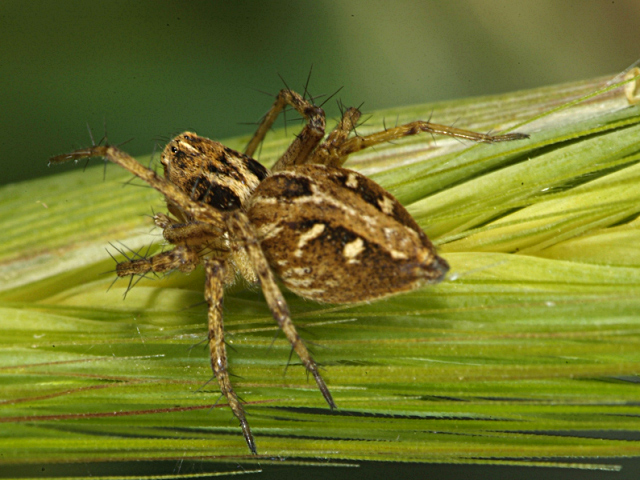
Oxyopes heterophthalmus

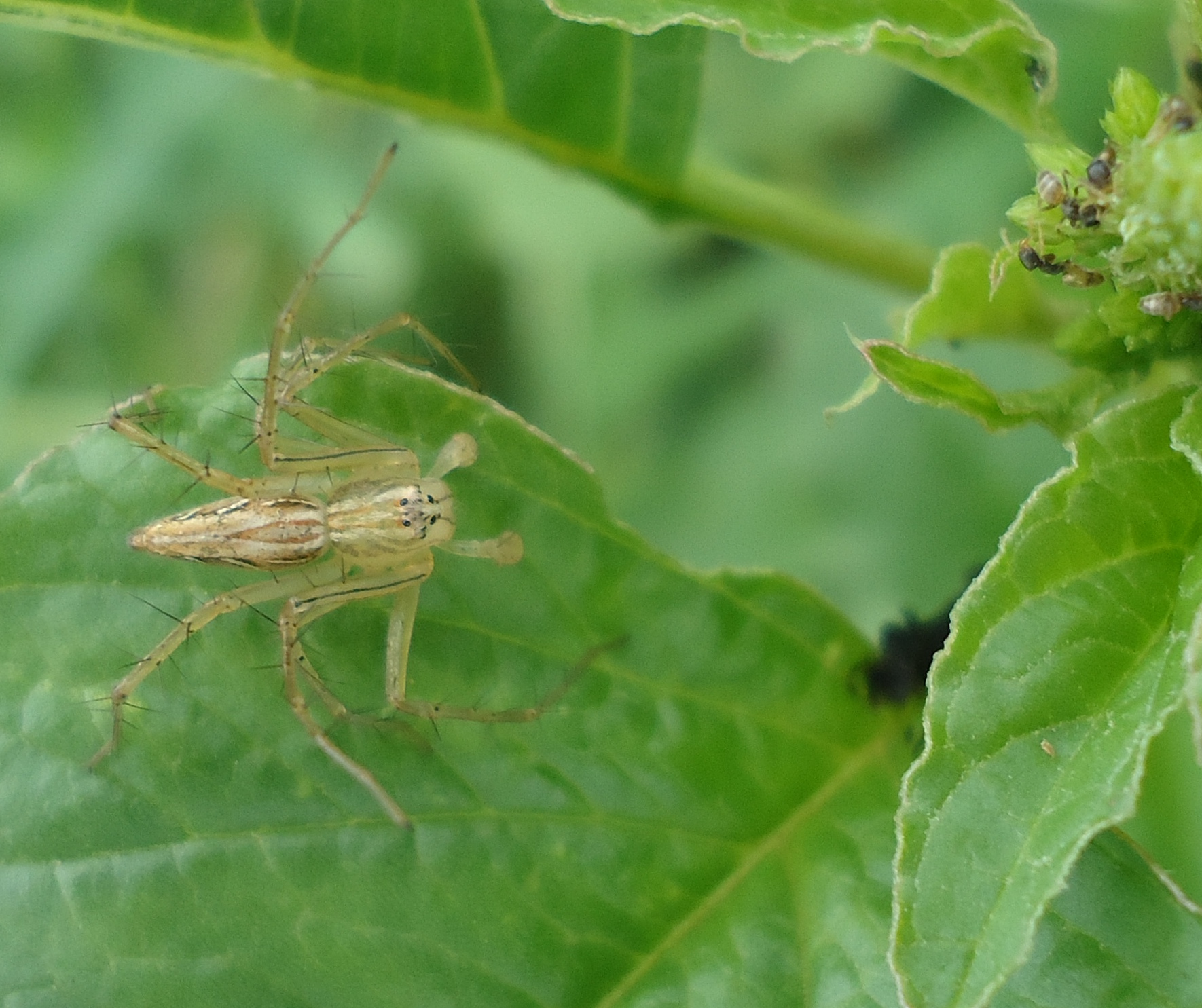
Oxyopes aspirasi

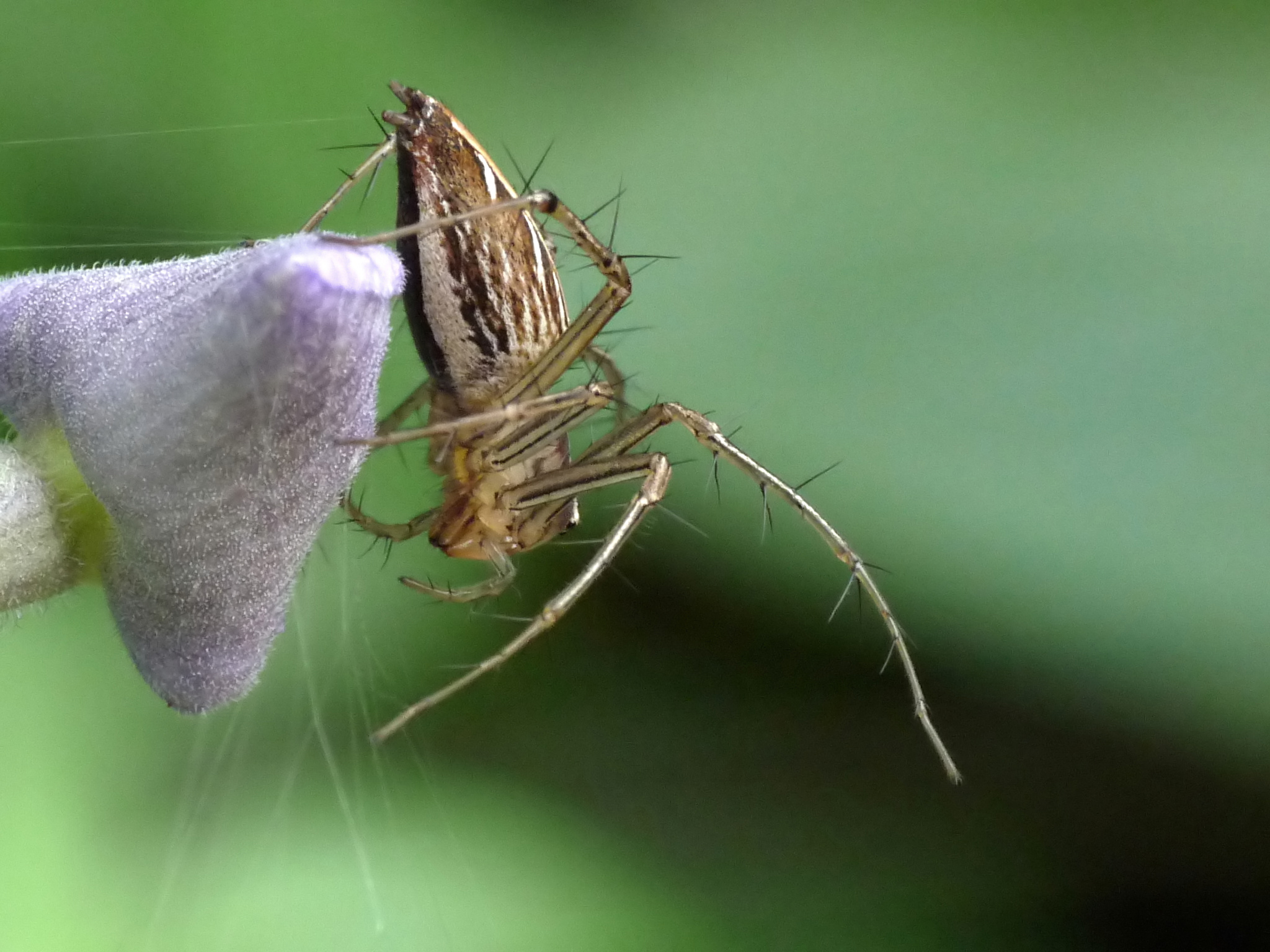
Oxyopes birmanicus

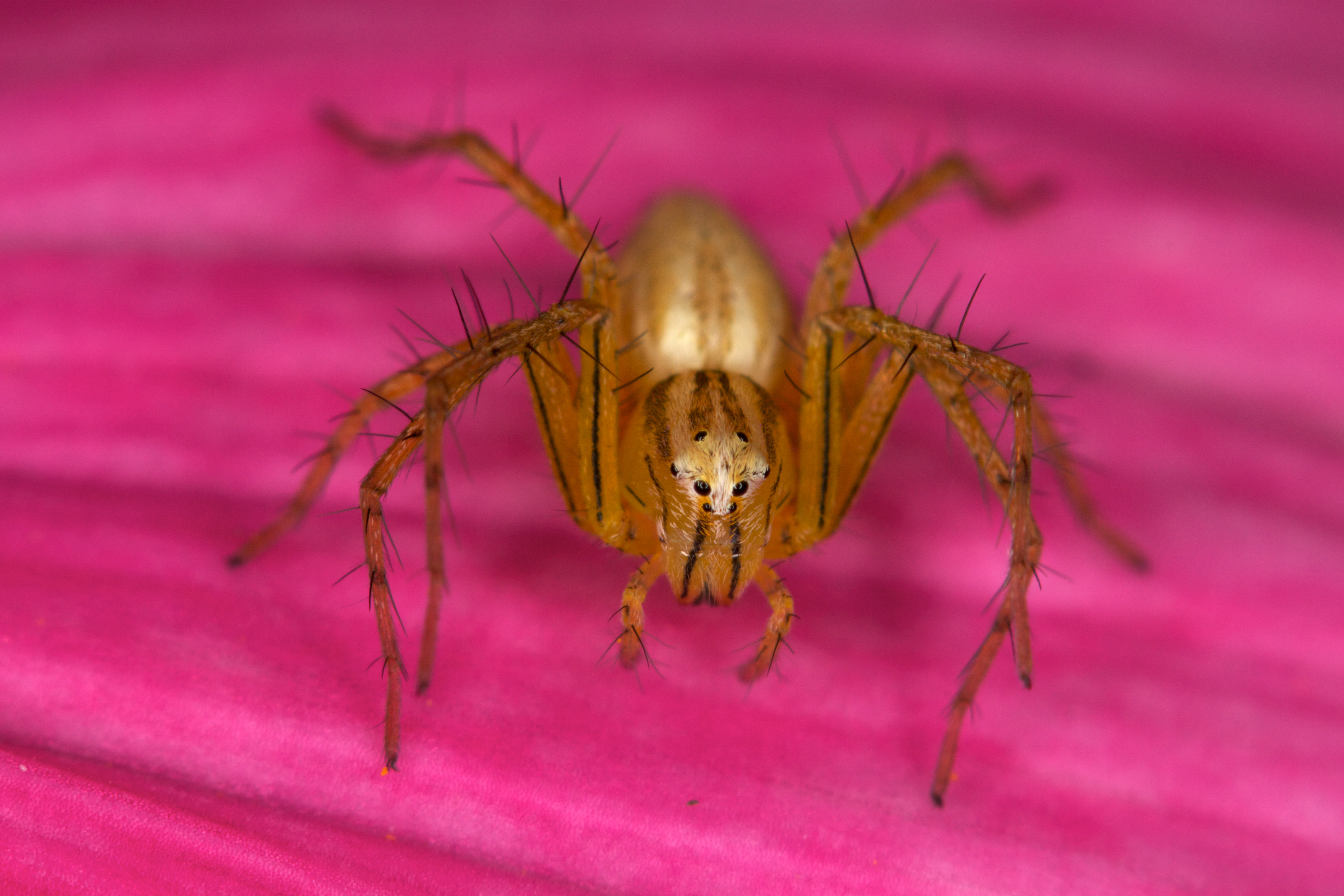
Oxyopes elegans

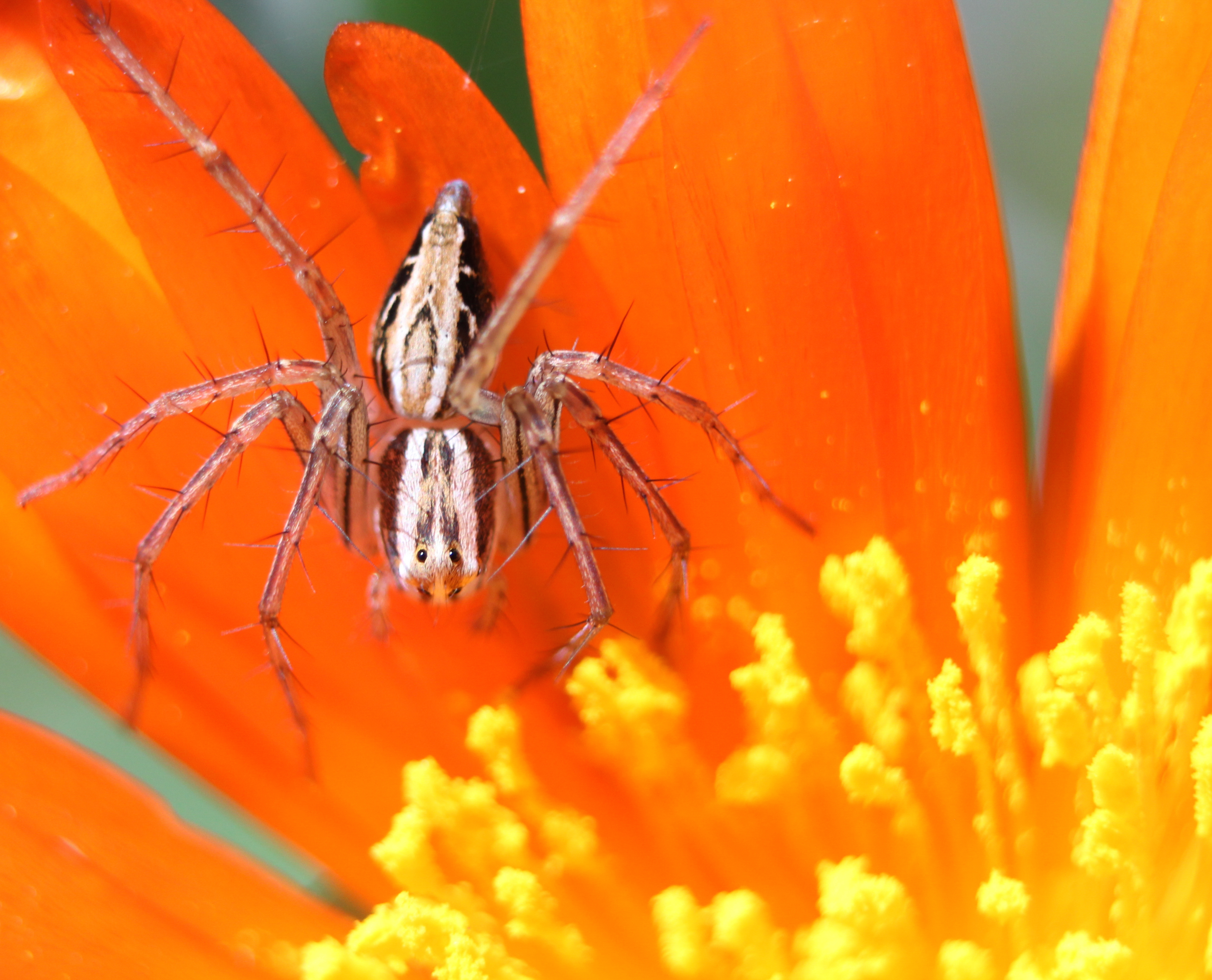
Oxyopes gracilipes

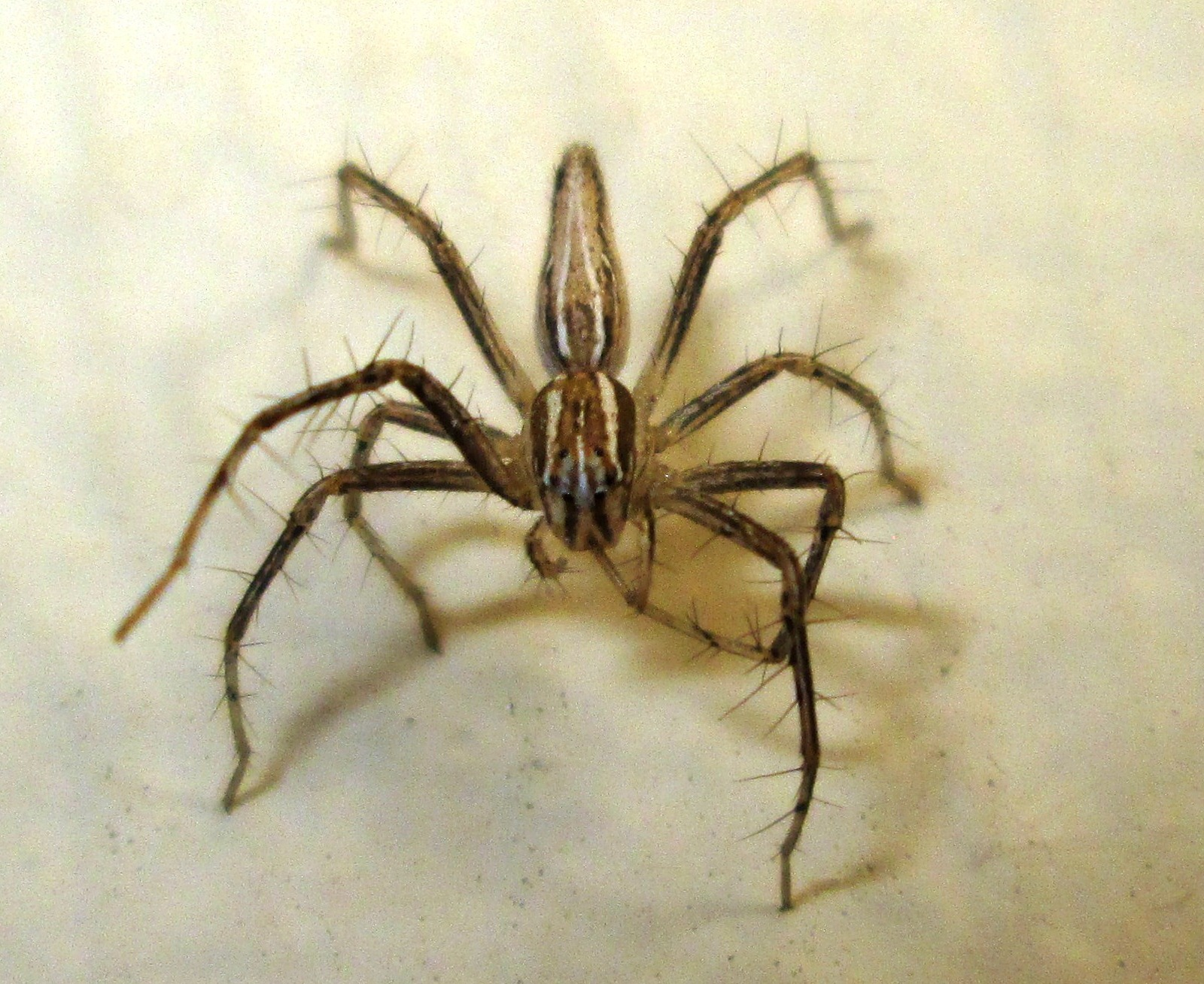
Oxyopes jacksoni

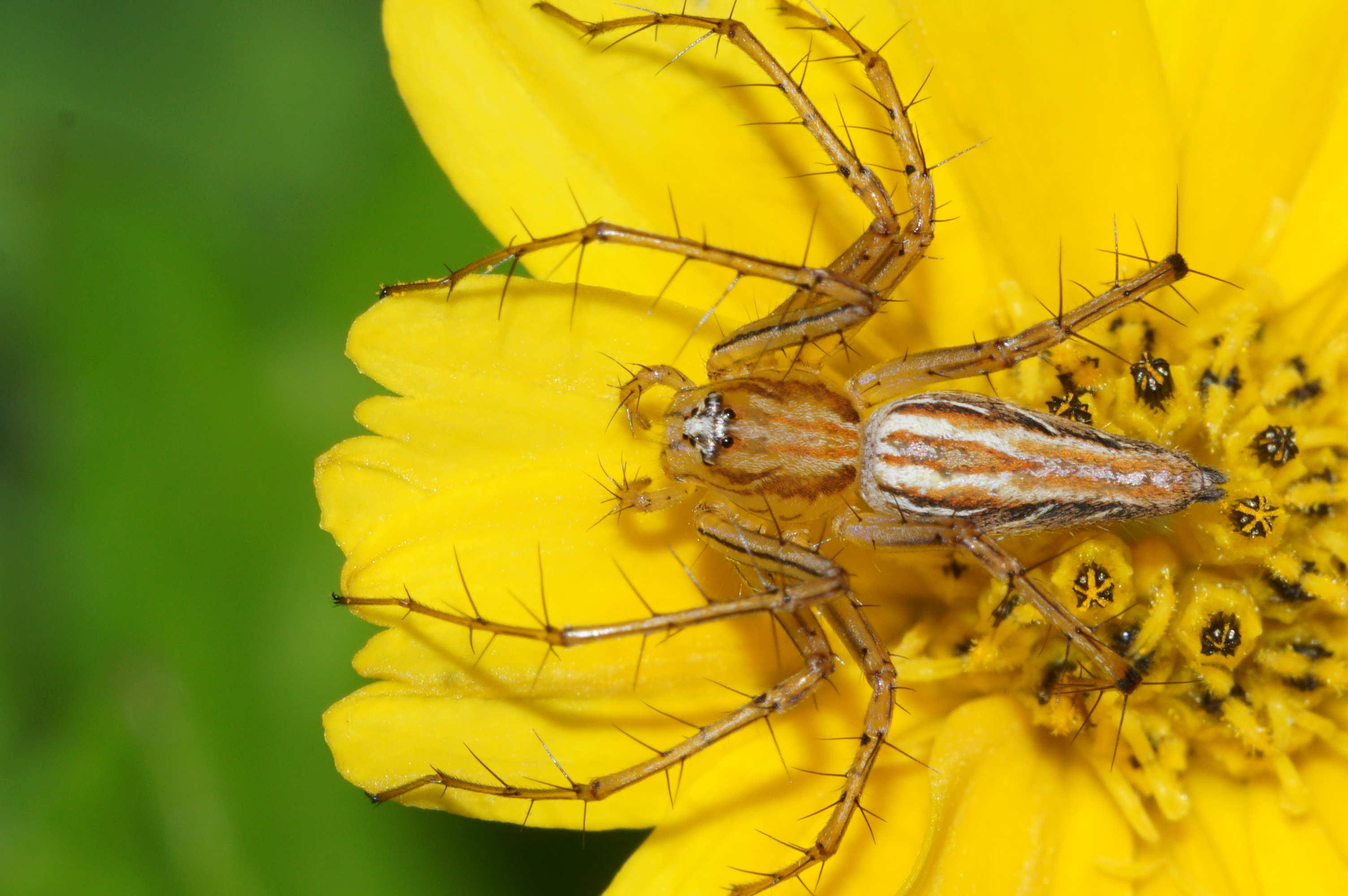
Oxyopes javanus

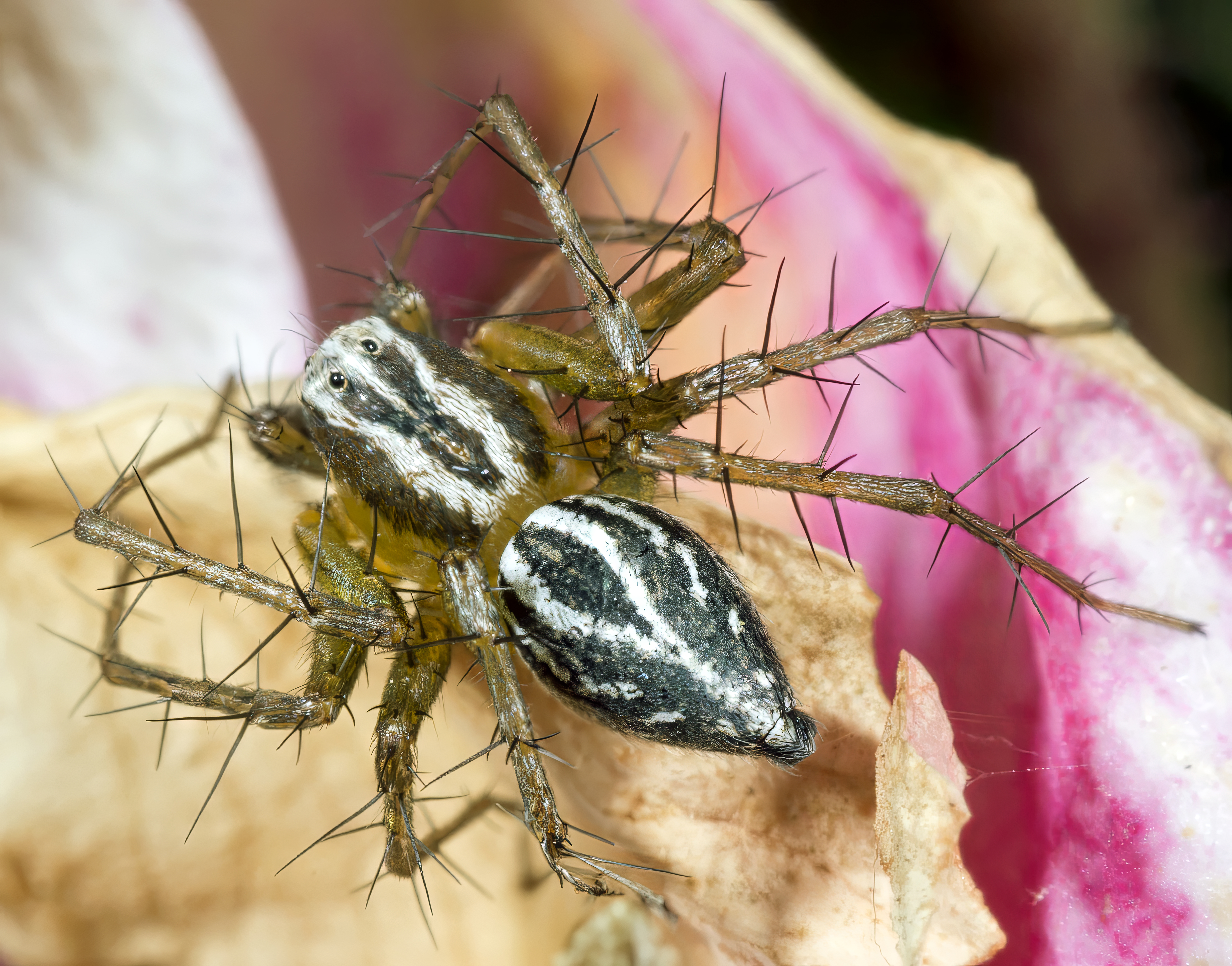
Oxyopes lineatus

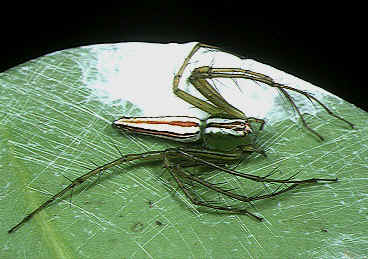
Oxyopes macilentus

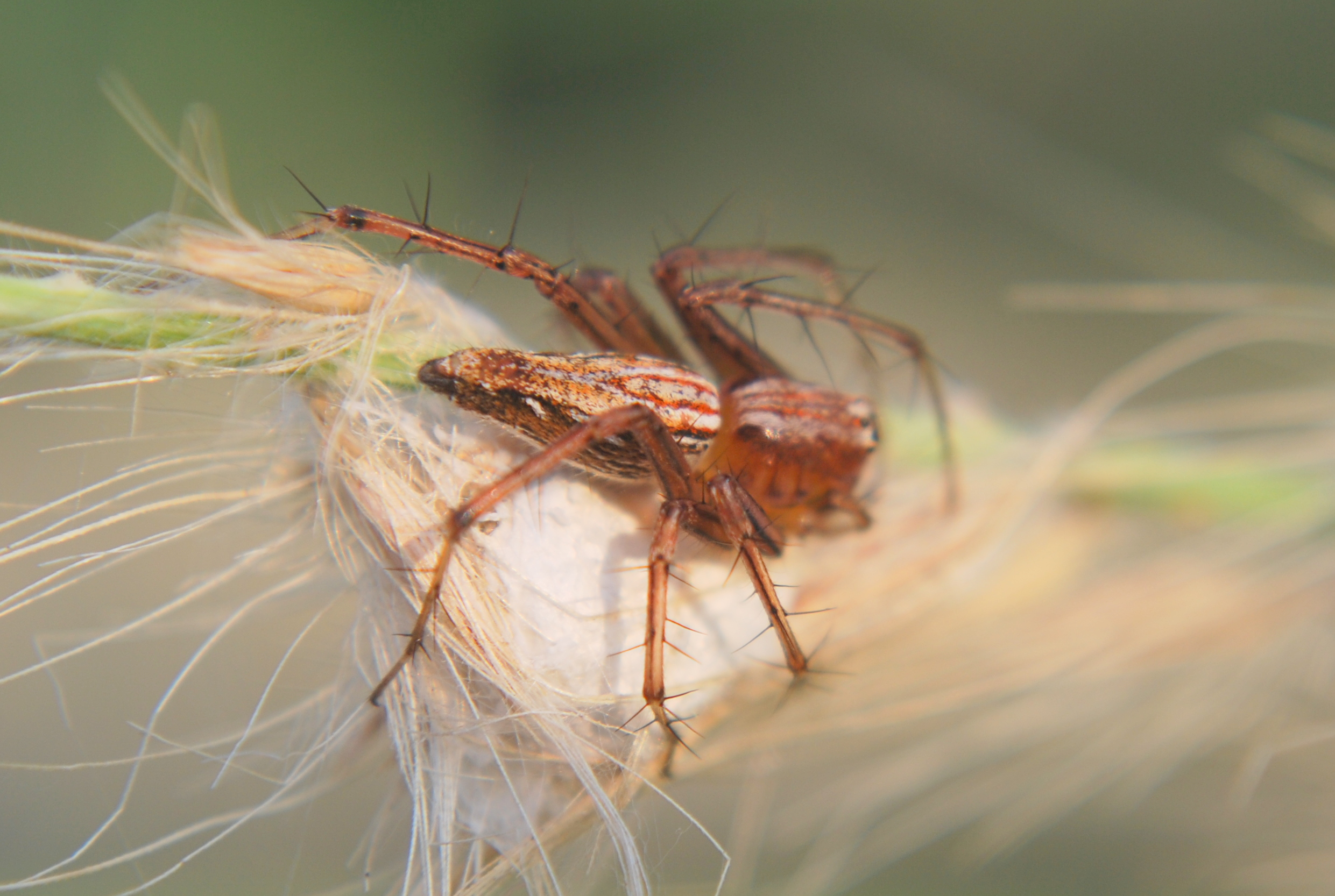
Oxyopes quadrifasciatus

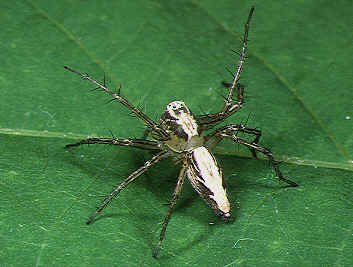
Oxyopes sertatus

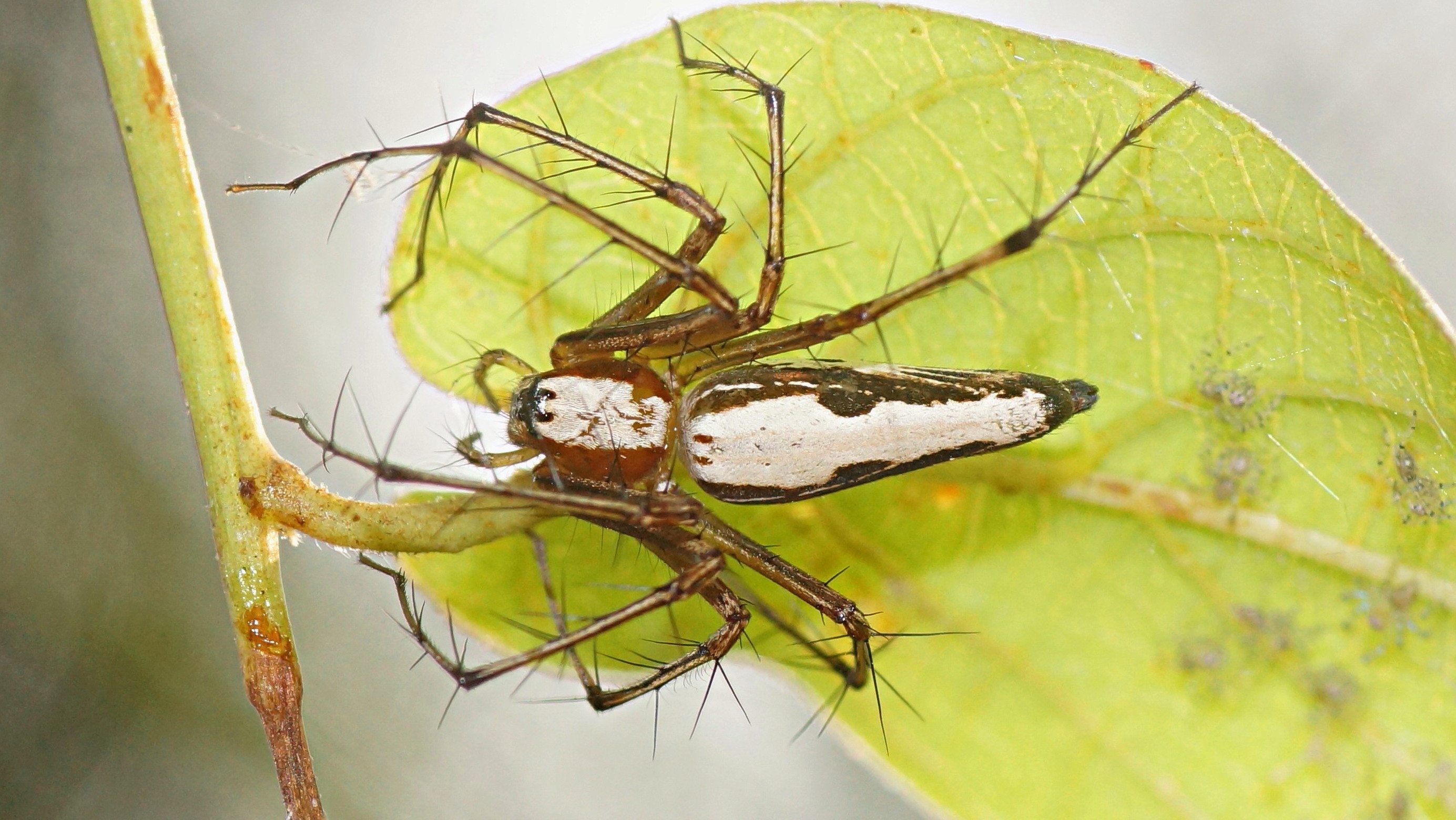
Oxyopes shweta

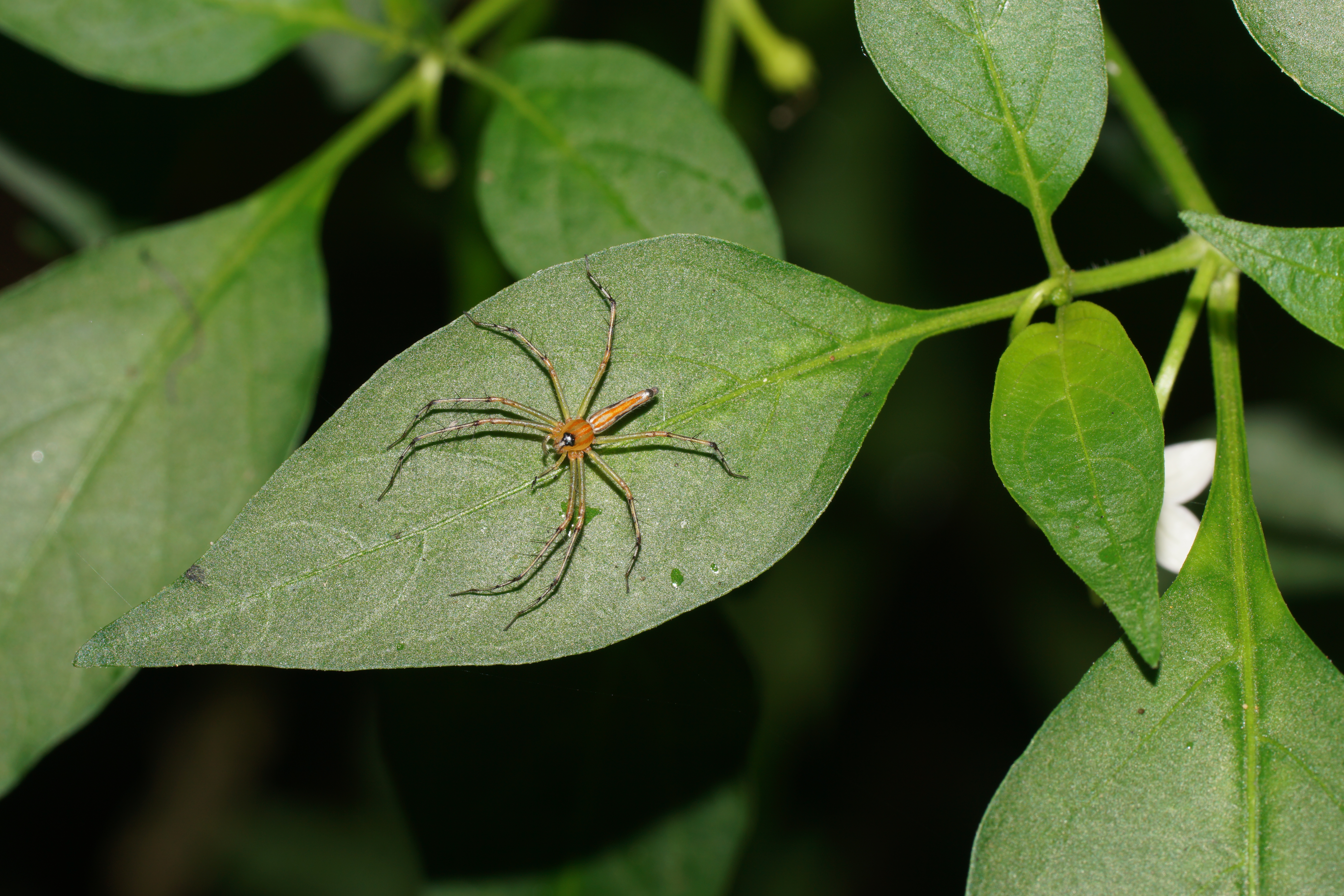
Oxyopes sunandae

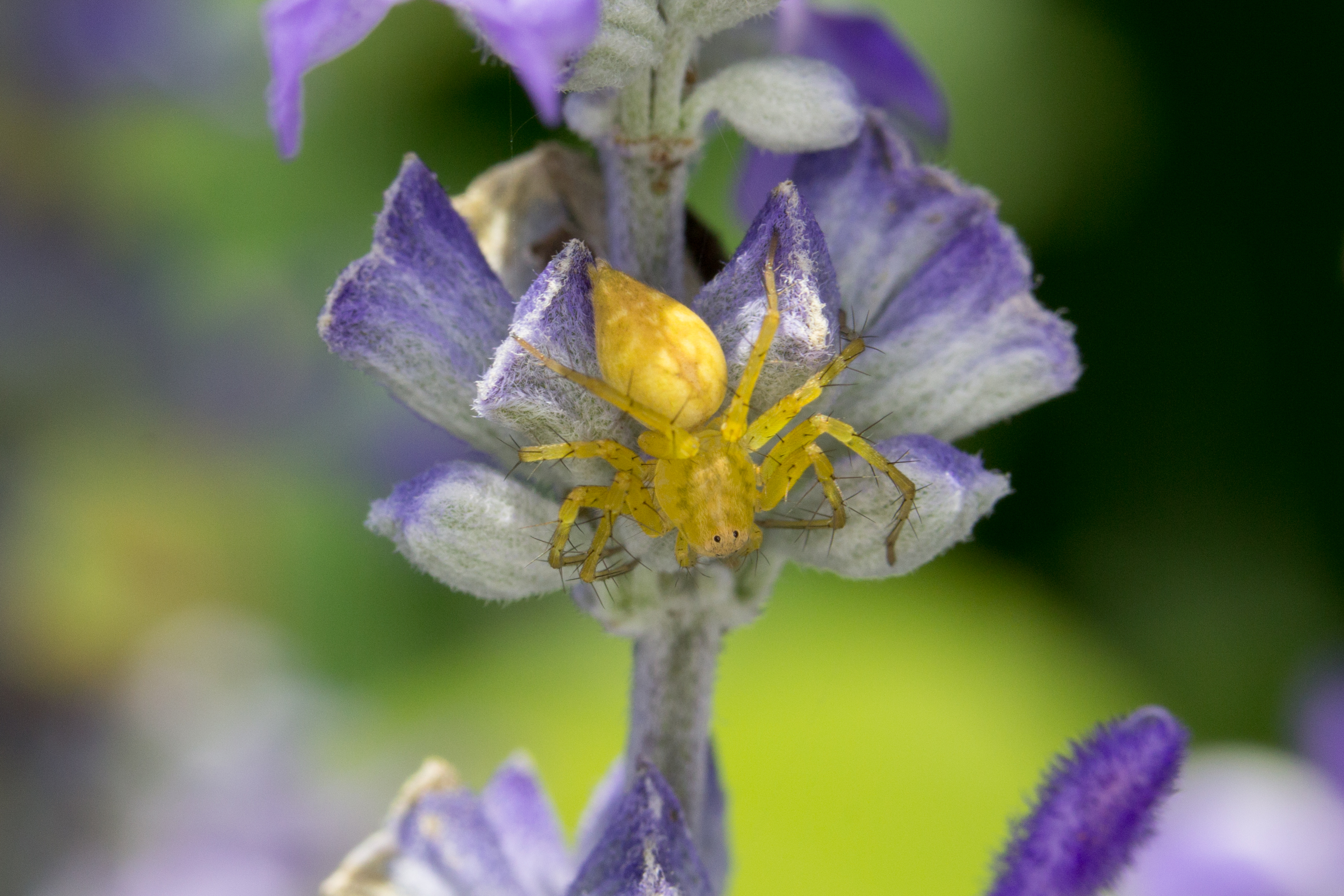
Oxyopes variabilis

Śpiesznik (Oxyopes) – rodzaj pająków z rodziny śpiesznikowatych.
Rodzaj ten wprowadzony został w 1804 przez P.-A. Latreille. Gatunkiem typowym jest O. heterophthalmus.
Pająki te mają wysoki i wypukły karapaks z prawie pionową powierzchnią przednią, słabo wyniesioną częścią głowową i stromo opadającą częścią tylną. Oczy ułożone są w czterech poprzecznych rzędach tworzących zwartą grupę. Pierwszy rząd tworzą najmniejsze i blisko siebie położone oczy przednio-środkowe. Kolejne pary oczu rozstawione są na planie sześciokąta. Oczy przednio-boczne są największe, a obie pary tylne podobnej wielkości. Oczy przednio-boczne i tylno-środkowe rozmieszczone są na planie czworokąta, który jest dłuższy niż szeroki. Tylne krawędzie szczękoczułków mają zwykle tylko jeden ząbek. Szczęki są zbieżne, zwykle wklęśnięte na bocznych krawędziach, przekraczające długość wargi dolnej, która jest dłuższa niż szeroka. Odnóża są bardzo długie i zazwyczaj mają szare, podłużne paski na spodzie ud. Opistosoma ma wydłużony, zwężający się ku szczytowi kształt.
Rodzaj kosmopolityczny. W Polsce występuje tylko śpiesznik rysień (O. ramosus)
Należy tu blisko 300 opisanych gatunków:

- Oxyopes abebae Strand, 1906
- Oxyopes acleistus Chamberlin, 1929
- Oxyopes aculeatus Bösenberg et Lenz, 1895
- Oxyopes affinis Lessert, 1915
- Oxyopes africanus Strand, 1906
- Oxyopes aglossus Chamberlin, 1929
- Oxyopes akakensis Strand, 1906
- Oxyopes albertianus Strand, 1913
- Oxyopes algerianus (Walckenaer, 1841)
- Oxyopes allectus Simon, 1910
- Oxyopes altifrons Mello-Leitão, 1941
- Oxyopes amoenus L. Koch, 1878
- Oxyopes angulitarsus Lessert, 1915
- Oxyopes annularis Yin, Zhang et Bao, 2003
- Oxyopes annulipes Thorell, 1890
- Oxyopes apollo Brady, 1964
- Oxyopes arcuatus Yin, Zhang et Bao, 2003
- Oxyopes argentosus Simon, 1910
- Oxyopes argyrotrichius Mello-Leitão, 1929
- Oxyopes armatipalpis Strand, 1912
- Oxyopes artemis Brady, 1969
- Oxyopes arushae Caporiacco, 1947
- Oxyopes ashae Gajbe, 1999
- Oxyopes aspirasi Barrion et Litsinger, 1995
- Oxyopes assamensis Tikader, 1969
- Oxyopes asterion Simon, 1910
- Oxyopes attenuatus L. Koch, 1878
- Oxyopes auratus Thorell, 1890
- Oxyopes aureolus Thorell, 1899
- Oxyopes auriculatus Lawrence, 1927
- Oxyopes azhari Butt et Beg, 2001
- Oxyopes baccatus Simon, 1897
- Oxyopes badhyzicus Mikhailov et Fet, 1986
- Oxyopes balteiformis Yin, Zhang et Bao, 2003
- Oxyopes bantaengi Merian, 1911
- Oxyopes bedoti Lessert, 1915
- Oxyopes berlandorum Lessert, 1915
- Oxyopes bharatae Gajbe, 1999
- Oxyopes bicorneus Zhang et Zhu, 2005
- Oxyopes bifidus F. O. P.-Cambridge, 1902
- Oxyopes bifissus F. O. P.-Cambridge, 1902
- Oxyopes biharensis Gajbe, 1999
- Oxyopes birabeni Mello-Leitão, 1941
- Oxyopes birmanicus Thorell, 1887
- Oxyopes bolivianus Tullgren, 1905
- Oxyopes bonneti Lessert, 1933
- Oxyopes boriensis Bodkhe et Vankhede, 2012
- Oxyopes bothai Lessert, 1915
- Oxyopes bouvieri Berland, 1922
- Oxyopes brachiatus Simon, 1910
- Oxyopes brevis Thorell, 1881
- Oxyopes caboverdensis Schmidt et Krause, 1994
- Oxyopes calcaratus Schenkel, 1944
- Oxyopes campestratus Simon, 1910
- Oxyopes campii Mushtaq et Qadar, 1999
- Oxyopes camponis Strand, 1915
- Oxyopes candidoi Garcia-Neto, 1995
- Oxyopes caporiaccoi Roewer, 1951
- Oxyopes carvalhoi Mello-Leitão, 1947
- Oxyopes castaneus Lawrence, 1927
- Oxyopes ceylonicus Karsch, 1891
- Oxyopes chapini Lessert, 1927
- Oxyopes chiapas Brady, 1975
- Oxyopes chittrae Tikader, 1965
- Oxyopes coccineoventris Lessert, 1946
- Oxyopes cochinchinensis (Walckenaer, 1837)
- Oxyopes complicatus Tang et Li, 2012
- Oxyopes concolor Simon, 1877
- Oxyopes concoloratus Roewer, 1951
- Oxyopes constrictus Keyserling, 1891
- Oxyopes cornifrons (Thorell, 1899)
- Oxyopes cornutus F. O. P.-Cambridge, 1902
- Oxyopes cougar Brady, 1969
- Oxyopes crassus Schmidt et Krause, 1995
- Oxyopes crewi Bryant, 1948
- Oxyopes daksina Sherriffs, 1955
- Oxyopes decorosus Zhang et Zhu, 2005
- Oxyopes delesserti Caporiacco, 1947
- Oxyopes delmonteensis Barrion et Litsinger, 1995
- Oxyopes dingo Strand, 1913
- Oxyopes dubourgi Simon, 1904
- Oxyopes dumonti (Vinson, 1863)
- Oxyopes elegans L. Koch, 1878
- Oxyopes elifaz Levy, 2007
- Oxyopes elongatus Biswas et al., 1996
- Oxyopes embriki Roewer, 1951
- Oxyopes erlangeri Strand, 1906
- Oxyopes exsiccatus Strand, 1907
- Oxyopes extensipes (Butler, 1876)
- Oxyopes fabae Dhali, Saha et Raychaudhuri, 2015
- Oxyopes falcatus Zhang, Yang et Zhu, 2005
- Oxyopes falconeri Lessert, 1915
- Oxyopes fallax Denis, 1955
- Oxyopes felinus Brady, 1964
- Oxyopes flavipalpis (Lucas, 1858)
- Oxyopes flavus Banks, 1898
- Oxyopes fluminensis Mello-Leitão, 1929
- Oxyopes forcipiformis Xie et Kim, 1996
- Oxyopes fujianicus Song et Zhu, 1993
- Oxyopes galla Caporiacco, 1941
- Oxyopes gaofengensis Zhang, Zhang et Kim, 2005
- Oxyopes gemellus Thorell, 1891
- Oxyopes globifer Simon, 1876
- Oxyopes gossypae Mushtaq et Qadar, 1999
- Oxyopes gracilipes (White, 1849)
- Oxyopes gratus L. Koch, 1878
- Oxyopes gujaratensis Gajbe, 1999
- Oxyopes gurjanti Sadana et Gupta, 1995
- Oxyopes gyirongensis Hu et Li, 1987
- Oxyopes hastifer Simon, 1910
- Oxyopes hemorrhous Mello-Leitão, 1929
- Oxyopes heterophthalmus (Latreille, 1804)
- Oxyopes hilaris Thorell, 1881
- Oxyopes hindostanicus Pocock, 1901
- Oxyopes hoggi Lessert, 1915
- Oxyopes holmbergi Soares et Camargo, 1948
- Oxyopes hostides Strand, 1906
- Oxyopes hotingchiehi Schenkel, 1963
- Oxyopes hupingensis Bao et Yin, 2002
- Oxyopes idoneus Simon, 1910
- Oxyopes imbellis Thorell, 1890
- Oxyopes incertus Mello-Leitão, 1929
- Oxyopes inconspicuus Strand, 1906
- Oxyopes indiculus Thorell, 1897
- Oxyopes indicus (Walckenaer, 1805)
- Oxyopes infidelis Strand, 1906
- Oxyopes inversus Mello-Leitão, 1949
- Oxyopes iranicus Esyunin, Rad et Kamoneh, 2011
- Oxyopes jabalpurensis Gajbe et Gajbe, 1999
- Oxyopes jacksoni Lessert, 1915
- Oxyopes javanus Thorell, 1887
- Oxyopes jianfeng Song, 1991
- Oxyopes jubilans O. P.-Cambridge, 1885
- Oxyopes juvencus Strand, 1907
- Oxyopes kamalae Gajbe, 1999
- Oxyopes ketani Gajbe et Gajbe, 1999
- Oxyopes keyserlingi Thorell, 1881
- Oxyopes kobrooricus Strand, 1911
- Oxyopes kochi Thorell, 1897
- Oxyopes kohaensis Bodkhe et Vankhede, 2012
- Oxyopes koreanus Paik, 1969
- Oxyopes kovacsi Caporiacco, 1947
- Oxyopes kraepelinorum Bösenberg, 1895
- Oxyopes kumarae Biswas et Roy, 2005
- Oxyopes kusumae Gajbe, 1999
- Oxyopes lagarus Thorell, 1895
- Oxyopes lautus L. Koch, 1878
- Oxyopes lenzi Strand, 1907
- Oxyopes lepidus (Blackwall, 1864)
- Oxyopes licenti Schenkel, 1953
- Oxyopes linearis Sen et al., 2015
- Oxyopes lineatifemur Strand, 1906
- Oxyopes lineatipes (C.L. Koch, 1847)
- Oxyopes lineatus Latreille, 1806
- Oxyopes longespina Caporiacco, 1940
- Oxyopes longetibiatus Caporiacco, 1941
- Oxyopes longinquus Thorell, 1891
- Oxyopes longipalpis Lessert, 1946
- Oxyopes longispinosus Lawrence, 1938
- Oxyopes longispinus Saha et Raychaudhuri, 2003
- Oxyopes ludhianaensis Sadana et Goel, 1995
- Oxyopes luteoaculeatus Strand, 1906
- Oxyopes lynx Brady, 1964 – USA
- Oxyopes machuensis Mukhtar, 2013
- Oxyopes macilentus L. Koch, 1878
- Oxyopes macroscelides Mello-Leitão, 1929
- Oxyopes maripae Caporiacco, 1954
- Oxyopes masculinus Caporiacco, 1954
- Oxyopes mathias Strand, 1913
- Oxyopes matiensis Barrion et Litsinger, 1995
- Oxyopes mediterraneus Levy, 1999
- Oxyopes megalops Caporiacco, 1947
- Oxyopes m-fasciatus Piza, 1938
- Oxyopes minutus Biswas et al., 1996
- Oxyopes mirabilis Zhang, Yang et Zhu, 2005
- Oxyopes modestus Simon, 1876
- Oxyopes molarius L. Koch, 1878
- Oxyopes naliniae Gajbe, 1999
- Oxyopes nanulineatus Levy, 1999
- Oxyopes nenilini Esyunin et Tuneva, 2009
- Oxyopes nigripalpis Kulczynski, 1891
- Oxyopes nigrolineatus Mello-Leitão, 1941
- Oxyopes nilgiricus Sherriffs, 1955
- Oxyopes ningxiaensis Tang et Song, 1990
- Oxyopes niveosigillatus Mello-Leitão, 1945
- Oxyopes notivittatus Strand, 1906
- Oxyopes obscurifrons Simon, 1910
- Oxyopes occidens Brady, 1964
- Oxyopes ocelot Brady, 1975
- Oxyopes oranicola Strand, 1906
- Oxyopes ornatus (Blackwall, 1868)
- Oxyopes oryzae Mushtaq et Qadar, 1999
- Oxyopes ovatus Biswas et al., 1996
- Oxyopes pallidecoloratus Strand, 1906
- Oxyopes pallidus (C.L. Koch, 1838)
- Oxyopes palliventer Strand, 1911
- Oxyopes pandae Tikader, 1969
- Oxyopes pankaji Gajbe et Gajbe, 2000
- Oxyopes panther Brady, 1975
- Oxyopes papuanus Thorell, 1881
- Oxyopes pardus Brady, 1964
- Oxyopes patalongensis Simon, 1901
- Oxyopes pawani Gajbe, 1992
- Oxyopes pennatus Schenkel, 1936
- Oxyopes personatus Simon, 1896
- Oxyopes pigmentatus Simon, 1890
- Oxyopes pingasus Barrion et Litsinger, 1995
- Oxyopes positivus Roewer, 1961
- Oxyopes praedictus O. P.-Cambridge, 1885
- Oxyopes providens Thorell, 1890
- Oxyopes pugilator Mello-Leitão, 1929
- Oxyopes pulchellus (Lucas, 1858)
- Oxyopes punctatus L. Koch, 1878
- Oxyopes purpurissatus Simon, 1910
- Oxyopes quadridentatus Thorell, 1895
- Oxyopes quadrifasciatus L. Koch, 1878
- Oxyopes rajai Saha et Raychaudhuri, 2003
- Oxyopes ramosus (Martini et Goeze, 1778) – śpiesznik rysień
- Oxyopes ratnae Tikader, 1970
- Oxyopes raviensis Dyal, 1935
- Oxyopes reddyi Majumder, 2004
- Oxyopes reimoseri Caporiacco, 1947
- Oxyopes rejectus O. P.-Cambridge, 1885
- Oxyopes reticulatus Biswas et al., 1996
- Oxyopes rouxi Strand, 1911
- Oxyopes royi Roewer, 1961
- Oxyopes rubicundus L. Koch, 1878
- Oxyopes rubriventer Caporiacco, 1941
- Oxyopes rubrosignatus Keyserling, 1891
- Oxyopes rufisternis Pocock, 1901
- Oxyopes rufovittatus Simon, 1886
- Oxyopes rukminiae Gajbe, 1999
- Oxyopes russoi Caporiacco, 1940
- Oxyopes russulus Thorell, 1895
- Oxyopes rutilius Simon, 1890
- Oxyopes ruwenzoricus Strand, 1913
- Oxyopes ryvesi Pocock, 1901
- Oxyopes saganus Bösenberg et Strand, 1906
- Oxyopes sakuntalae Tikader, 1970
- Oxyopes salticus Hentz, 1845
- Oxyopes saradae Biswas et Roy, 2005
- Oxyopes sataricus Kulkarni et Deshpande, 2012
- Oxyopes scalaris Hentz, 1845
- Oxyopes schenkeli Lessert, 1927
- Oxyopes sectus Mello-Leitão, 1929
- Oxyopes septumatus  Mukhtar, 2013
- Oxyopes sertatoides Xie et Kim, 1996
- Oxyopes sertatus L. Koch, 1878
- Oxyopes setipes Thorell, 1890
- Oxyopes sexmaculatus Mello-Leitão, 1929
- Oxyopes shakilae Mukhtar, 2013
- Oxyopes shweta Tikader, 1970
- Oxyopes sinaiticus Levy, 1999
- Oxyopes singularis Lessert, 1927
- Oxyopes sitae Tikader, 1970
- Oxyopes sjostedti Lessert, 1915
- Oxyopes sobrinus O. P.-Cambridge, 1872
- Oxyopes squamosus Simon, 1886
- Oxyopes stephanurus Mello-Leitão, 1929
- Oxyopes sternimaculatus Strand, 1907
- Oxyopes strandi Caporiacco, 1939
- Oxyopes striagatus Song, 1991
- Oxyopes striatus (Doleschall, 1857)
- Oxyopes subabebae Caporiacco, 1941
- Oxyopes subimali Biswas et al., 1996
- Oxyopes subjavanus Strand, 1907
- Oxyopes submirabilis Tang et Li, 2012
- Oxyopes summus Brady, 1975
- Oxyopes sunandae Tikader, 1970
- Oxyopes sushilae Tikader, 1965
- Oxyopes taeniatulus Roewer, 1955
- Oxyopes taeniatus Thorell, 1877
- Oxyopes takobius Andreeva et Tyschchenko, 1969
- Oxyopes tapponiformis Strand, 1911
- Oxyopes tenellus Song, 1991
- Oxyopes tibialis F. O. P.-Cambridge, 1902
- Oxyopes tiengianensis Barrion et Litsinger, 1995
- Oxyopes tikaderi Biswas et Majumder, 1995
- Oxyopes timorensis Schenkel, 1944
- Oxyopes timorianus (Walckenaer, 1837)
- Oxyopes toschii Caporiacco, 1949
- Oxyopes travancoricola Strand, 1912
- Oxyopes tridens Brady, 1964
- Oxyopes tuberculatus Lessert, 1915
- Oxyopes ubensis Strand, 1906
- Oxyopes uncinatus Lessert, 1915
- Oxyopes vanderysti Lessert, 1946
- Oxyopes variabilis L. Koch, 1878
- Oxyopes versicolor Thorell, 1887
- Oxyopes vogelsangeri Lessert, 1946
- Oxyopes wokamanus Strand, 1911
- Oxyopes wroughtoni Pocock, 1901
- Oxyopes xinjiangensis Hu et Wu, 1989
- Oxyopes zavattarii Caporiacco, 1939